# Via Sacra

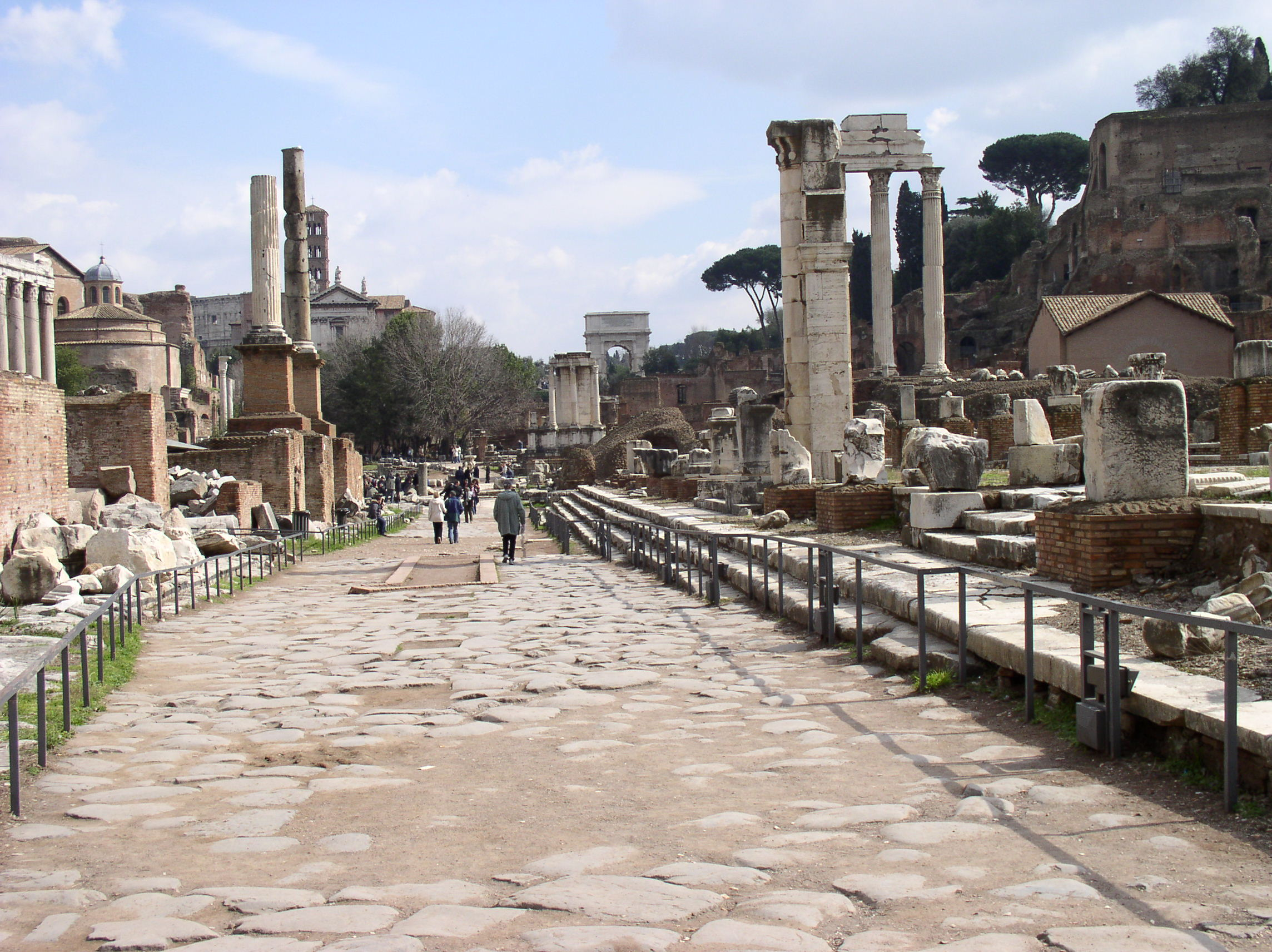
Tratto della Via sacra nel Foro Romano

La via Sacra è l'asse stradale più importante e più antico della valle del Foro, a Roma, così chiamato dopo che Romolo e Tito Tazio vi ebbero firmato la pace della guerra, causata dal Ratto delle Sabine.
In età regia era un percorso sacro che collegava la Regia, il Comizio e l'Arx Capitolina. Il tratto dalla Velia alla Regia si chiamava Sacra via summa. Il percorso, monumentalizzato in età imperiale, anche a seguito di vari incendi, fu più volte regolarizzato e in alcuni tratti forse modificato, tant'è che ad oggi fra gli archeologi la ricostruzione del percorso della via Sacra è ancora una questione aperta.

## Storia

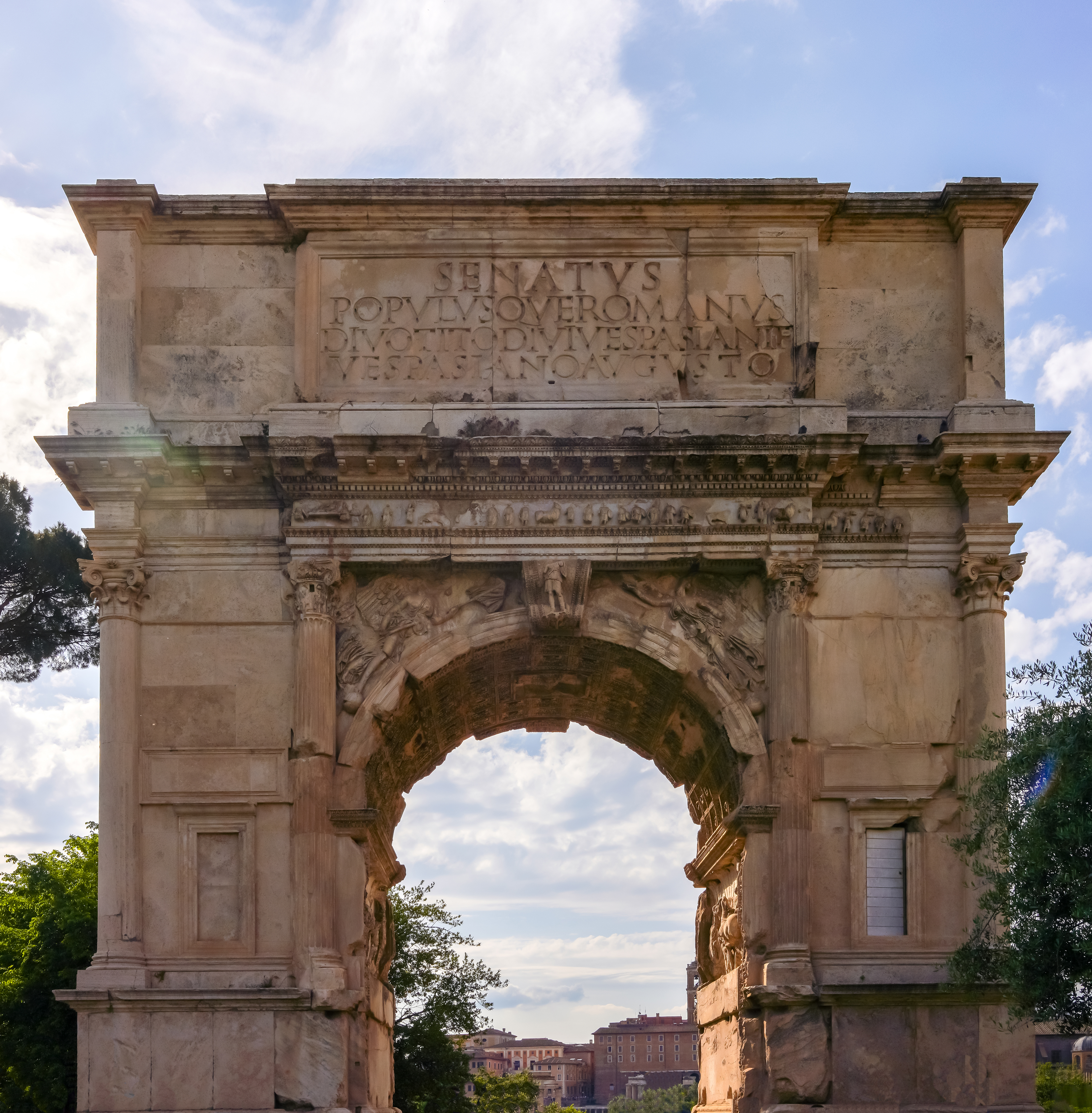
L'arco di Tito, presso cui inizia la via Sacra.

L'appellativo Via indicava che in principio la strada era esterna alla città, e quindi al Palatino, e che solo successivamente venne inglobata nel pomerium. Il percorso più antico collegava infatti il nucleo Veliense del primitivo insediamento con la valle del Foro e con la vetta dell'Arx sul Campidoglio. A sostegno di questa ipotesi, delle indicazioni di Varrone e Festo, portano a pensare che la Via fosse non quella che costeggia la Basilica Giulia, nel foro romano, ma quella più esterna che costeggiava la basilica Fulvia-Emilia per giungere al Comizio e all'Arx. L'appellativo sacra può riferirsi a diversi aspetti. La via aveva e mantenne un importante ruolo cerimoniale per l'investitura del potere in quasi tutta la storia di Roma antica. Era la via per le cerimonie sacre e gli atti augurali portati a termine sull'Arx Capitolina. Secondo una leggenda, la Via, assunse invece l'epiteto di Sacra poiché qui Romolo e Tito Tazio si riappacificarono sancendo il patto con dei sacrifici agli dei. Secondo un'altra teoria la strada assunse questo nome perché conduceva dal Rex sacrorum alla Regia, oltre al fatto che molti santuari erano accessibili da essa.
Il percorso della Via Sacra nel periodo compreso tra la fine della Repubblica e l'inizio dell'impero, cioè prima dell'incendio di Nerone, ci viene descritto dalle fonti, in primo luogo Varrone, che ci dice che l'antico nome della via si è conservato solo nel tratto che collega il foro all'Arx Capitolina. Lasciando ad intendere che la parte superiore del percorso, quello che portava alla Velia aveva perso il suo nome e forse anche la sua importanza.
La pavimentazione attuale è di epoca augustea, rialzata rispetto a quella originale di epoca regia. Il tracciato della via Sacra solca interamente la valle su cui successivamente andò a costituirsi il Foro Romano. La zona solcata dalla via Sacra venne destinata al commercio e ai culti e bonificata con la costruzione della Cloaca Massima da parte di Tarquinio Prisco o Tarquinio il Superbo. L'area venne scelta da alcuni dei primi re di Roma per costruire le proprie abitazioni: oltre al già citato Tarquinio il Superbo anche Numa Pompilio e Anco Marzio, secondo la leggenda, ebbero una dimora in questo luogo. In epoca repubblicana invece vi abitarono importante gentes, tra cui gli Scipioni, i Domizi, i Valeri e gli Ottavi.
In epoca imperiale perse la funzione di zona residenziale e ai suoi lati si insediarono esercizi commerciali, che lasciarono spazio a partire dal I secolo ad edifici monumentali quali il tempio della Pace, sulle cui rovine verrà costruita nel IV secolo la Basilica di Massenzio, il tempio di Antonino e Faustina, il tempio di Venere e Roma, che occupò totalmente la Velia, e il tempio del Divo Romolo. Sulla via si affacciavano anche il tempio di Vesta e il santuario dei Lari e dei Penati, andato perduto.
Alcune chiese sorte nell'area del foro, tra cui la basilica dei Santi Cosma e Damiano che aveva riutilizzato il tempio di Romolo come vestibolo e la chiesa dei Santi Pietro e Paolo, ora scomparsa, mantennero il titolo 'in sacra via' fino al Medioevo.
La strada, oltre a collegare il Palatino con il Campidoglio, era di grande monumentalità. Lungo questa via sfilavano infatti i carri del trionfo, dall'area dell'Arco di Tito, dove la via ha tutt'oggi inizio, sino all'Arco di Settimio Severo. Queste sfilate venivano concesse dal Senato a quei generali che si erano distinti durante le campagne militari. Veniva inoltre utilizzata durante le festività religiose.

## Percorso
Del percorso della Via Sacra si è già parlato, come detto, non si presta a ricostruzioni univoche da parte degli studiosi. Si deve infatti tenere conto che monumenti vicini topograficamente possono essere in realtà distanti cronologicamente fra loro, quello che si propone qui, sebbene il più accreditato attualmente dagli studiosi, va considerato quindi alla stregua di un itinerario turistico.

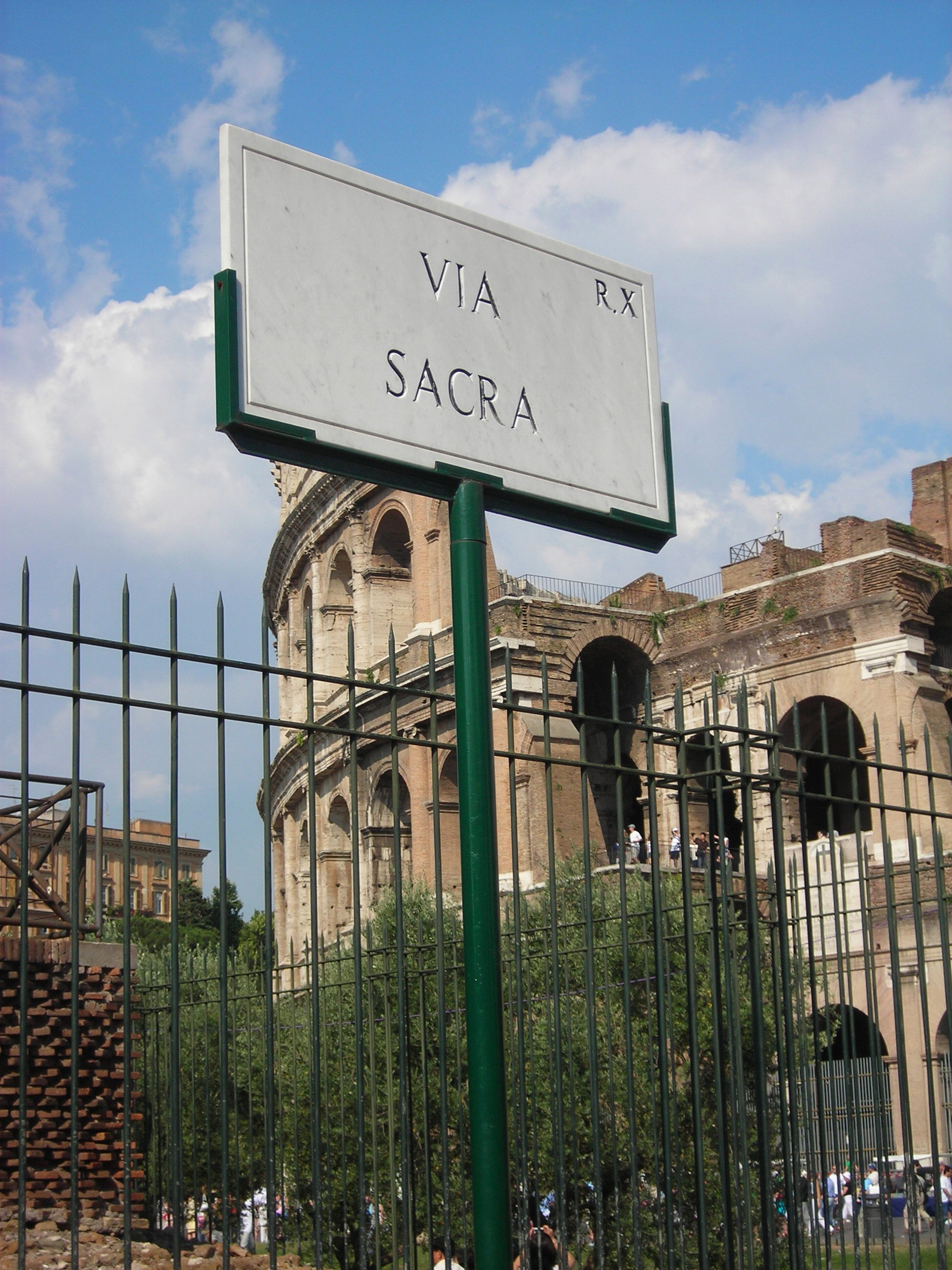
L'attuale inizio della Via Sacra

1. Probabilmente iniziava nelle vicinanze del tempio del Divo Romolo, vicino alla residenza del Rex Sacrorum
2. Costeggia sul lato settentrionale la Regia
3. Costeggia il tempio di Antonino e Faustina
4. Costeggia il lato meridionale della basilica Emilia
5. Costeggiava il Comizio e di qui, alla cima dell'Arx Capitolina